# 吳名彬
吳名彬是台灣的政府公務員，曾任台南市動物防疫保護處處長。

## 生平
國立嘉義大學獸醫學系畢業，在國立中正大學取得碩士學位。曾任台中縣家畜疾病防治所技佐、台北縣衛生局獸醫師，1995年被調回故鄉台南，先後任台南縣家畜疾病防治所技佐、技士、課長、技正，台南市農業局農會輔導科科長，台南市動物防疫保護處副處長。2017年1月，接替屆退的李朝全，就任台南市動物防疫保護處處長。2023年10月，調任農業局簡任技正，動保處處長一職由周志勳接任（兩人互換職務）。

## 榮譽
- 2007年，獲中華民國獸醫師公會全國聯合會頒「傑出貢獻獎」[4]。
- 2015年，先後獲選台南市政府模範公務人員和行政院模範公務人員[6][7]。